# Wiener Brecht-Boykott

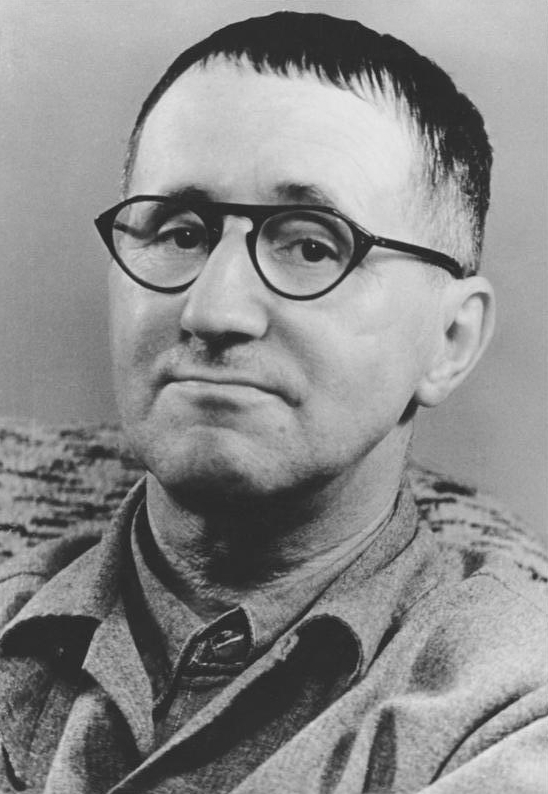
Bertolt Brecht (1948)

Brecht-Boykott wird eine antikommunistische Kampagne in Österreich gegen den Autor Bertolt Brecht genannt. In deren Lauf zwischen 1953 und 1963 führte kein etabliertes Wiener Theater dessen Werke auf. Initiatoren waren die beiden Publizisten Hans Weigel und Friedrich Torberg sowie der Burgtheaterdirektor Ernst Haeussermann, publizistisches Organ war die politisch-literarische Zeitschrift FORVM.

## Brechts Staatsbürgerschaft
Bertolt Brechts Stücke wurden in Wien in den 1920er- und 1930er-Jahren wenig aufgeführt, es gab auch keine „allzu kniffligen Gesinnungsprobleme“ (Werner Mittenzwei), und auch unmittelbar nach dem Zweiten Weltkrieg gab es nur gelegentlich Inszenierungen seiner Dramen, 1946 etwa kam Der gute Mensch von Sezuan mit Paula Wessely und Albin Skoda am Theater in der Josefstadt unter der Regie von Rudolf Steinboeck heraus. 1948 kam unter der Regie von Leopold Lindtberg an der Scala Mutter Courage und ihre Kinder mit Therese Giehse in der Titelrolle zur Aufführung und 1952 Die Dreigroschenoper mit Hans Putz und Inge Konradi am Wiener Volkstheater.
Brecht war nach der Aberkennung der deutschen Staatsbürgerschaft 1935 durch die Nationalsozialisten staatenlos. Zu einem Eklat kam es, als ihm auf Empfehlung des Komponisten Gottfried von Einem, der Direktoriumsmitglied der Salzburger Festspiele war, am 12. April 1950 von der Salzburger Landesregierung die österreichische Staatsbürgerschaft verliehen wurde. Die österreichische Öffentlichkeit war über die Verleihung allerdings nicht informiert und reagierte, als diese durch eine Indiskretion im Herbst 1951 bekannt wurde, mit einem Proteststurm. Brecht lebte bereits seit 1948 in Ost-Berlin und galt als Sympathisant des DDR-Regimes.
Anfragen im Salzburger Landtag und im österreichischen Nationalrat hatten „den Kommunisten Brecht“ zum Thema. Die führenden Theater, allen voran das Wiener Burgtheater und das Theater in der Josefstadt, weigerten sich fortan, Brecht zu spielen. Die beiden politischen Parteien ÖVP und SPÖ, die zu gleichen Teilen an der Einbürgerung Brechts beteiligt waren, wiesen jede Verantwortung zurück, die Salzburger Nachrichten schrieben „Ob man nicht jetzt doch den Festspielausschuß von Einem oder dem Anderen säubern müßte?“ Gottfried von Einem wurde auf Betreiben des Salzburger Landeshauptmannes Josef Klaus wegen „Unterwanderung des Festspiele“ aus dem Festspieldirektorium ausgeschlossen. Bei einer Kuratoriumssitzung der Salzburger Festspiele am 31. Oktober 1951 beschimpfte Josef Klaus von Einem als „Schande für Österreich“ und als „Lügner“ und verlangte dessen sofortige Entlassung. Gottfried von Einem erinnerte sich später an diese Sitzung: „Da hatte ich zu Klaus gesagt, er möge sich doch klarmachen, daß Hitler bereits tot sei und daß sein Ton absolut unverschämt wäre. Daraufhin sprang er, wie von einer Tarantel gestochen auf, warf den Sessel um und schrie: ‚Entweder verlassen Sie den Raum oder ich!‘ Worauf ich erwiderte: ‚Aus Ihrer Gegenwart gehe ich immer gerne fort.‘“
Die Schlagzeilen der Presse lauteten u. a. „kulturbolschewistische Atombombe auf Österreich abgeworfen“ (Salzburger Nachrichten) und „Wer schmuggelte das Kommunistenpferd in das deutsche Rom?“ (Chefredakteur Viktor Reimann, Die Neue Front). In anderen Zeitungen war die Rede vom „Poeten des Teufels“, von der „literarischen Ausgeburt“ und „vom größten Kulturskandal der Zweiten Republik“. Brecht war nun im offiziellen Kulturbetrieb Österreichs diskreditiert, eine Zusammenarbeit mit den Salzburger Festspielen scheiterte, obwohl Brecht von Gottfried von Einem für eine „Erneuerung der Festspiele“ ins Auge gefasst worden war und schon seit 1949 einen „Gegen-Jedermann“ für die Festspiele plante („Salzburger Totentanz“).

## Torberg und Weigel

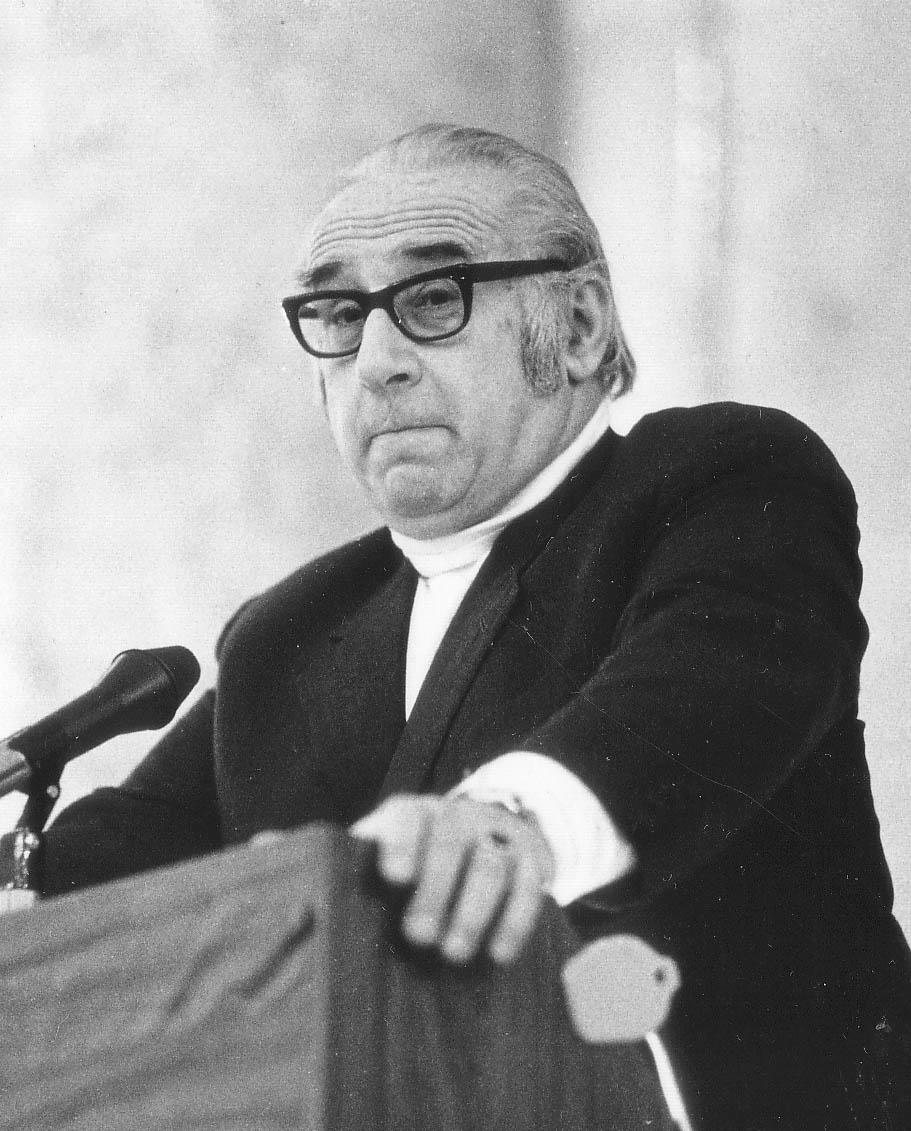
Hans Weigel bei einem Vortrag in der Wiener Hofburg anlässlich der Buchwoche 1974

Im Klima des Kalten Krieges entspann sich eine polemische Pressekampagne gegen Werk und Person Brechts, die es den Wiener Theatern nahezu unmöglich machte, seine Stücke aufzuführen, da sie als wichtiges Propagandainstrument des Ostblocks angesehen und abqualifiziert wurden. Durch Brechts ablehnende Haltung gegenüber dem Aufstand vom 17. Juni 1953 in der DDR, dessen gewaltsame Niederschlagung durch sowjetische Truppen er scheinbar guthieß, verstärkte sich die Front seiner westlichen Gegnerschaft. Mitte 1953 erklärte Brecht in einem Brief an Walter Ulbricht und Otto Grotewohl seine Verbundenheit mit der SED und sanktionierte deren Maßnahmen (eine Haltung, die er später allerdings relativierte). Die sozialdemokratische Arbeiter-Zeitung schrieb dazu: „Hier ist der Dichter Bert Brecht endgültig an dem Leichenfraß des Kommunisten Brecht verendet.“
Im Jahre 1954 starteten Hans Weigel und Friedrich Torberg eine Kampagne gegen Brecht-Aufführungen in Wien. Schon 1946 hatte Torberg geschrieben: „Brecht, aus dem nun freilich seit zehn Jahren nur noch die blanke Scheiße herauskommt, doch vorher wenigstens etwas war, und es so einmalig war, dass diese Einmaligkeit ihm bis heute geblieben und anzurechnen ist?“ In der politisch-literarischen Zeitschrift FORVM (deren Geldgeber war damals die CIA-Vorfeldorganisaton „Congrès pour la Liberté de la Culture“) stellte Torberg die Frage „Soll Brecht in Österreich gespielt werden?“. Wobei er betonte „Ich bin nicht gegen Brecht. Ich bin gegen die Brechtokokken.“
Nach einer Aufführung von Brechts Mutter Courage und ihre Kinder im Opernhaus Graz am 30. Mai 1958 bot das FORVM dreizehn Brecht-Gegnern eine Plattform unter dem Titel Soll man Brecht im Westen spielen?. Hans Weigel verlangte, die Theater müssten „mit Sinn für Lauterkeit und Würde, mit Gefühl für politische Sauberkeit sich die Berührung mit den Werken Bertolt Brechts selbst verbieten“. Friedrich Torberg, der sein FORVM als „kulturpolitische Kampfschrift“ bezeichnete, argumentierte vehement gegen eine „Aufweichung“ der antikommunistischen Front.

„Bertolt Brecht, daran ist nicht zu rütteln, war ein Anhänger der kommunistischen Diktatur. Er war ihr im vollen, ursprünglichen Sinn des Wortes verschrieben, er hat sein Werk und seine Person – die sich so wenig voneinander trennen lassen, wie sein Werk sich in einen künstlerischen und in einen politischen Teil aufspalten ließe – restlos und vorsätzlich in den Dienst der kommunistischen Sache gestellt, und er hat für diese Sache Propaganda gemacht, wo immer er konnte.“

Die Theaterzeitschrift Die Bühne stimmte in den Anti-Brecht-Kurs ein, indem sie die Weigerungen der Theaterdirektoren Franz Stoß und Ernst Haeussermann, Brecht zu spielen, abdruckte.
1961, im Jahr des Mauerbaus, schrieb Hans Weigel (in Anspielung auf Ferdinand Raimunds Hobellied): „Da streiten sich die Leut’ herum, ob man Brecht, den Schmäher des Westens und Lakaien Pankows spielen soll, weil er ein Dichter ist, und merken nicht, dass die Frage falsch gestellt war. Tragbar? Untragbar? Unerträglich!“
Günther Nenning hingegen trat im FORVM trotz gewisser Bedenken für eine Aufführung der Werke Brechts ein, indem er ironisch polemisierte: „Wir kämpfen gegen den Kommunismus, und es geht dabei um unsere – geistige und physische – Existenz. Wir werden den Feinden nicht die Tore öffnen, nirgendwo, keinem von ihnen, und wäre er der größte Dramatiker des Jahrhunderts“ und „Die Kommunisten mögen schweigen. Sie haben von der Demokratie keinerlei Freiheiten zu fordern, nicht einmal die ihrer nackten politischen Existenz, welche ihnen die Demokratie aus Prinzip und Nützlichkeit dennoch gewährt.“
Die wenigen Stimmen, die den Boykott nicht akzeptierten, wie etwa Friedrich Heer, wurden als „Kryptokommunisten“ denunziert. Heer nannte Hans Weigel im Gegenzug einen „kleinen Mac Carthy“, was ihm eine Verurteilung wegen Ehrenbeleidigung eintrug.

## Das Neue Theater in der Scala
Einzig das Neue Theater in der Scala, ein Ensemble von zurückgekehrten Emigranten und engagierten Antifaschisten, vielfach Kommunisten, das sich im sowjetischen Besatzungssektor befand und von der Kommunistischen Partei finanziell unterstützt wurde, widmete sich Brechts Stücken. Manfred Wekwerth inszenierte 1953 unter der künstlerischen Leitung von Bertolt Brecht selbst Die Mutter mit Helene Weigel, Ernst Busch und Otto Tausig, eine Neueinstudierung der Inszenierung des Berliner Ensembles aus dem Jänner 1951. Kurz vor der Premiere veranstalteten die Theaterfreunde, die Publikumsorganisation der Scala, noch einen Brecht-Abend, bei dem der Chor von Brown-Boveri, einem sowjetisch verwalteten Betrieb, von Hanns Eisler komponierte Lieder sang. Die „Scala“ wurde jedoch von der Presse boykottiert und wurde zu einem Hauptschauplatz des kulturellen Kalten Krieges in Österreich. Es gab daher Anfang der 1950er-Jahre in Wien nicht nur einen Brecht-, sondern auch einen „Scala“-Boykott. Dort stattfindende Aufführungen wurden von der Presse einfach totgeschwiegen. Torberg und Weigel warfen der Scala die Aufführung angeblich „kommunistischer Tendenzstücke“ vor. Die Schauspieler wurden von Hans Weigel als „kommunistische Agenten“ tituliert, womit er sich eine Verurteilung zuzog. Torberg und Weigel hetzten öffentlich gegen die Scala und namentlich gegen Karl Paryla, gegen den sie sogar ein Auftrittsverbot bei den Salzburger Festspielen erwirken konnten, wo Paryla 1952 in Hugo von Hofmannsthals Jedermann von Regisseur Ernst Lothar mit der Rolle des Teufels besetzt war, worauf Paryla den Salzburger Festspielfonds klagte.
Als nach dem Abzug der Besatzungsmächte die Kommunistische Partei die finanzielle Unterstützung einstellte, musste das Theater 1956 schließen. Karl Paryla spielte noch in der letzten Brecht-Aufführung in der Scala 1956 die Titelrolle in Brechts Leben des Galilei. Paryla, seine Frau Hortense Raky, der Scala-Leiter Wolfgang Heinz und die Schauspielerin Erika Pelikowsky fanden danach an Brechts eigenem Theater in Berlin, dem „Berliner Ensemble“, eine neue künstlerische Heimat, da es in Österreich keine Engagements mehr für sie gab.

## Blockadebrecher-Premiere
In der Spielzeit 1962/63 wagte sich das Wiener Volkstheater unter der Direktion von Leon Epp mit Mutter Courage und ihre Kinder unter der Regie von Gustav Manker erstmals wieder an ein Stück von Bertolt Brecht, obwohl dem Theater für die Absage sogar Geld geboten wurde. Die Produktion war zuvor mehrfach verschoben worden, zunächst wegen Erkrankung der Schauspielerin Dorothea Neff und zuletzt wegen des Mauerbaus in Berlin. Die Aufführung stellte ein großes Wagnis dar, die Presse sprach von einer „Blockadebrecher“-Premiere am 23. Februar 1963 (mit Dorothea Neff, die für ihre Darstellung mit der Kainz-Medaille ausgezeichnet wurde, in der Titelrolle, Fritz Muliar als Koch, Ulrich Wildgruber als Schweizerkas, Ernst Meister als Feldprediger, Hilde Sochor als Yvette, Kurt Sowinetz als Werber und Paola Löw, der späteren Lebensgefährtin Friedrich Torbergs, als stumme Kathrin). Manker inszenierte in der Folge am Volkstheater auch noch Der kaukasische Kreidekreis (1964), Die heilige Johanna der Schlachthöfe (1965) und Der gute Mensch von Sezuan (1968) und setzte damit ein Umdenken in Bezug auf Brechts Stücke auf österreichischen Bühnen in Gang.
Bereits Der kaukasische Kreidekreis (mit Hilde Sochor als Grusche, Fritz Muliar als Dorfrichter Azdak und Kurt Sowinetz als Schauwa) erntete 1964 „einmütigen, fast demonstrativen Applaus für Wiens tapferstes Theater“ (Ernst Lothar am 27. April 1964 im Express). Die Salzburger Nachrichten schrieben: „Wurde die Verbannung Brechts mit ‚Mutter Courage‘ erstmals unterbrochen, so scheint sie mit dem ‚Kreidekreis‘ nunmehr aufgehoben“ und Die Bühne nannte die Aufführung ein „Theaterereignis“. Der Wiener Montag jedoch sah in dem Stück immer noch „eine pure marxistische Lehrdemonstration“ und schrieb: „Nach dreistündigem ‚Vergnügen’ verließ man das Theater eiskalt bis in die Fingerspitzen und angeekelt von derartigen politischen Kundgebungen auf der Bühne.“

## Andere Bühnen
Es kam zu einer vereinzelten Aufweichung des Brecht-Boykotts durch Bühnen außerhalb Wiens wie am Grazer Opernhaus (30. Mai 1958, Mutter Courage und ihre Kinder). Am Salzburger Landestheater wagte es Fritz Klingenbeck 1960, Brechts Der gute Mensch von Sezuan aufzuführen. 1963 spielte das Landestheater Linz Mutter Courage und ihre Kinder unter der Regie von Harald Benesch. Im Frühjahr 1964 schließlich gab es Aufführungen von Der kaukasische Kreidekreis auch in Linz und Klagenfurt.
Am 14. Dezember 1958 fand in Wien im Rahmen eines Gastspiels des Deutschen Theaters Berlin im Wiener Konzerthaus ein Lieder- und Rezitationsabend mit Ernst Busch, Gisela May und Wolfgang Langhoff und Wolfgang Heinz statt, auf dessen Programm die Brecht-Matinee mit dem Titel „Lieder. Gedichte. Geschichten“ stand, die am 10. Februar 1957 in Berlin erstmals aufgeführt worden war. Die Wiener Presse verschwieg das Konzert mehrheitlich. In der Volksstimme, dem Zentralorgan der KPÖ, nahm Edmund Theodor Kauer den Brecht-Abend zum Anlass, den anhaltenden Brecht-Boykott zu kritisieren: „In Wien verschweigen die Bühnen, die Säle, die Straßen Brecht. Die Schmuser der ,freien Welt‘ – ihnen verschlägt Bert Brecht die Rede.“
1966 erfolgte erstmals eine Aufführung Brechts am Wiener Burgtheater, Leben des Galilei unter der Regie von Kurt Meisel mit Curd Jürgens in der Titelrolle.
Auch in der Bundesrepublik Deutschland wurde 1953 und nach dem Mauerbau von 1961 da und dort ein Brecht-Boykott propagiert, der sich jedoch nicht durchsetzen konnte. Der Münchner Kritiker Joachim Kaiser nannte den österreichischen „Brecht-Boykott“ einen „bemerkenswerten publizistischen Triumph“.
Noch 1973 nannten Alfred Kolleritsch und Klaus Hoffer im Zuge der Abspaltung des Forum Stadtpark vom österreichischen P.E.N. Club Friedrich Torberg in der Zeitschrift manuskripte einen „Brecht-Verhinderer“ und „CIA-Schützling“, was einen Gerichtsprozess nach sich zog.